# Delphiniobium lycoctoni
Delphiniobium lycoctoni är en insektsart som beskrevs av Carl Julius Bernhard Börner 1950. Delphiniobium lycoctoni ingår i släktet Delphiniobium och familjen långrörsbladlöss. Inga underarter finns listade i Catalogue of Life.